# Baureihe 643
Baureihe 643 – trójczłonowy spalinowy zespół trakcyjny, napędzany silnikami Diesla. Wyprodukowano 75 egzemplarzy.